# 白云猪手
白雲豬手，是不加醬油等有色的材料的滷水豬手。
相傳源於廣州白雲山。昔日山上有一座寺院，有一天長老下山化緣，寺中有一個小沙彌偷偷地用瓦鍋燒了一隻豬肘子。長老回來，小沙彌怕被怪責犯戒，便把肘子丟到山水裡去。後來，有個樵夫發現了帶回家中，用糖、鹽、醋烹製，發覺食味酸甜爽口，因此製法就傳開來了。白雲豬手爽脆的關鍵在於浸水的過程：據說是因為白雲山水含豐富礦物質，故至今當地的白雲豬手仍然採用山上的水炮製。
同類製法的食品有白雲鳳爪。但根據《人民日報》2005年11月16日報導，廣州市人大常委會審議通過的《廣州市白雲山風景名勝區保護條例（修訂草案）》規定，景區內全面禁止抽取地下水和取用地表水，將對豬手等小吃製作造成影響。

## 外部連結
- 廣州立法禁止在白雲山取水 上山打水罰款50元？